# Potter Heigham
Potter Heigham ist eine rund 1.050 Einwohner zählende Gemeinde (Civil parish) in der englischen Grafschaft Norfolk. Sie liegt im Norden des Gewässersystems und Naturschutzgebiets der Norfolk Broads am Fluss Thurne und hat an der Landstraße A149 eine Ausdehnung von rund 10 Quadratkilometern.

## Geschichte
Der Ort wurde ursprünglich als „Heigham“ bezeichnet. Der Name leitet sich von altenglischen Begriffen ab, die ein Gehöft mit einer Hecke oder einem Gitter zum Fischfang bezeichnen. Im Jahr 1182 wurde der Ort „Heigham Potter“ genannt, da in den Pothills im Nordwesten der Gemeinde eine Töpferei entstanden war. Ende des 18. Jahrhunderts hatte sich als Name des Dorfs Potter Heigham durchgesetzt, wobei für die Sümpfe der Umgebung den Namen Heigham Potter beibehalten wurde.
Eine Besiedlung oder Nutzung des Gebiets in sächsischer Zeit ist nicht nachweisbar. Im Domesday Book von 1086 wird der Ort erwähnt, jedoch werden nur zwei hier lebende Personen genannt. Die Kirche St Nicholas, die sich nördlich des heutigen Dorfs befindet, stammt aus dem 12. Jahrhundert, was zeigt, dass die Gemeinde im Hochmittelalter wuchs. Dies war eine direkte Folge des Torfabbaus, der im 12. Jahrhundert begann und einen wichtigen Brennstoff verfügbar machte.
Die Brücke über den Thurne stammt aus dem 14. Jahrhundert und befindet sich an der Hauptstraße zwischen Great Yarmouth und North Walsham. Sie steht unter Denkmalschutz und erhielt ihre heutige Form mit einem zentralen Bogen und den Pfeilern im 15. Jahrhundert.
Die Torfabbaugebiete begannen sich im 14. Jahrhundert mit Wasser zu füllen. Es wurden Entwässerungsgräben angelegt, doch waren im 15. Jahrhundert die Torfstiche vollständig überflutet. Es entstanden Seen wie der Hickling Broad.

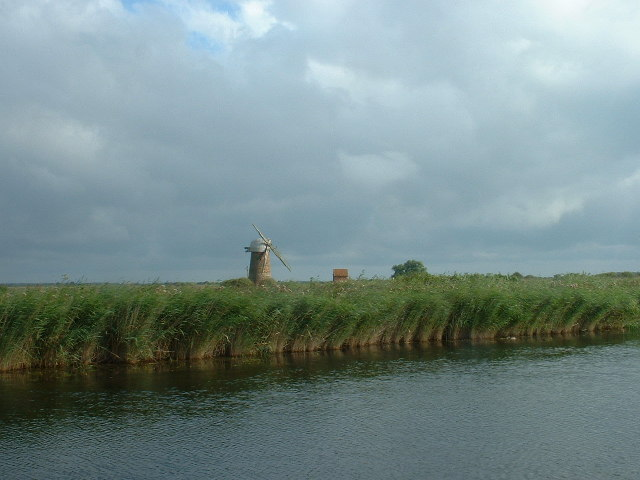
Heigham Holmes mit Entwässerungsmühle

Die wirtschaftlichen Aktivitäten der Bevölkerung wandten sich der Viehzucht zu, die nach der Schaffung von Entwässerungssystemen mit Gräben und Mühlen im 18. Jahrhundert möglich wurde. Zwei der Entwässerungsmühlen, Heigham Holes Windpump am östlichen Rand der Gemeinde und High’s Mill am Fluss Thurne, stehen unter Denkmalschutz.
In Potter Heigham gibt es eine Reihe von Objekten, die mit den Weltkriegen in Verbindung stehen. Aufgrund der Lage der Gemeinde in der Nähe der Nordsee und ihrer flachen Landschaft gab es eine Reihe von Flugplätzen. Der See Hickling Broad wurde während des Ersten Weltkriegs als Wasserflugzeugstützpunkt genutzt. Ein Teil des im Zweiten Weltkrieg angelegten Flugfelds der Royal Air Force in Ludham liegt im Gebiet der Gemeinde Potter Heigham. Aus dieser Zeit stammen eine Reihe von Bombenkratern und Verteidigungsanlagen rund um die alte Brücke. Die Special Operations Executive (SOE) nutzte ein Feld in Heigham Holmes als geheimen Flugplatz, von dem aus während des Zweiten Weltkriegs Agenten in besetzte Länder geflogen wurden.
In der zweiten Hälfte des 20. Jahrhunderts wurde der Ort bei Urlaubern beliebt und es entstanden an den Ufern des Thurne umfangreiche Einrichtungen für die Sportschifffahrt.

### Örtlicher Aberglaube
Eine Erzählung besagt, dass die Brücke von Potter Heigham am 31. Mai 1742 Schauplatz eines Unglücks wurde. Es heißt, dass bei der Hochzeit von Lady Evelyn Carew mit Sir Godfrey Haslitt die Braut um Mitternacht entführt und schreiend in eine Kutsche getragen wurde. Die Kutsche prallte mit großer Geschwindigkeit gegen die Mauer der alten Brücke und wurde mitsamt ihrer Insassen in den Fluss geschleudert. Seitdem, so geht der Aberglaube, erscheint an jedem 31. Mai um Mitternacht eine Geisterkutsche und stürzt von der alten Brücke in den Fluss.

## Lage und Beschreibung
Potter Heigham besteht aus einem Siedlungsgebiet bei der Kirche im Norden, einem weiteren Siedlungsgebiet um das ehemalige Pfarrhaus im Südwesten und aus dem Gebiet am Fluss Thurne, das früher als Heigham Falgate bekannt war und Gewerbebebauung an der alten Brücke umfasst.
Die Erweiterung des Ortes im 20. Jahrhundert fand im Wesentlichen um das Gebiet des ehemaligen Pfarrhauses herum statt. Im Norden schließt die Gemeinde einen Teil des Hickling Broad und des dortigen Naturschutzgebiets mit Teilen des Candle Dyke und des Duck Broad ein. Im Osten wird die Gemeinde durch den Entwässerungskanal Eelfleet Wall Drain begrenzt. Im Südosten bildet der Thurne die Grenze der Gemeinde.
Die Gemeinde wird von Süden nach Westen von der Straße Landstraße A149 durchquert.

### Kirche St Nicholas

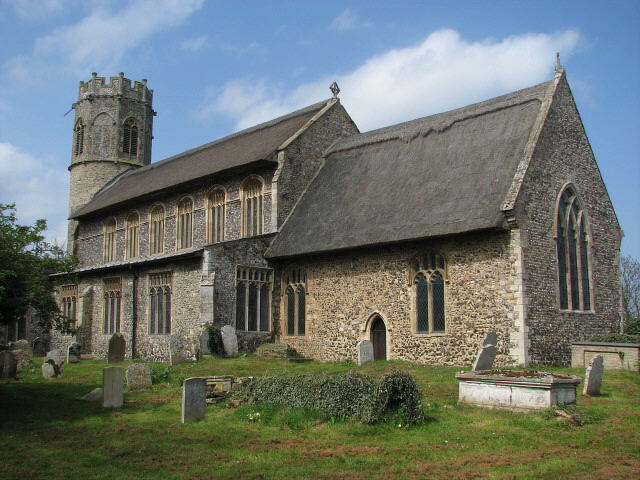
Kirche St Nicholas

Die Kirche ist ein breiter Bau mit einem Kirchenschiff, über dem sich eine hohe Kuppel befindet. Sie entstand am Ende des Mittelalters bis in die 1530er Jahre. Das Geläut des runden Turms stammt aus dem 15. Jahrhundert und ist mit einem Riffelwerk und Zinnen verziert. Die großen Oberlichter und die Nischen in der Vorhalle sind mit Ziegeln verziert.

### Brücke von Potter Heigham

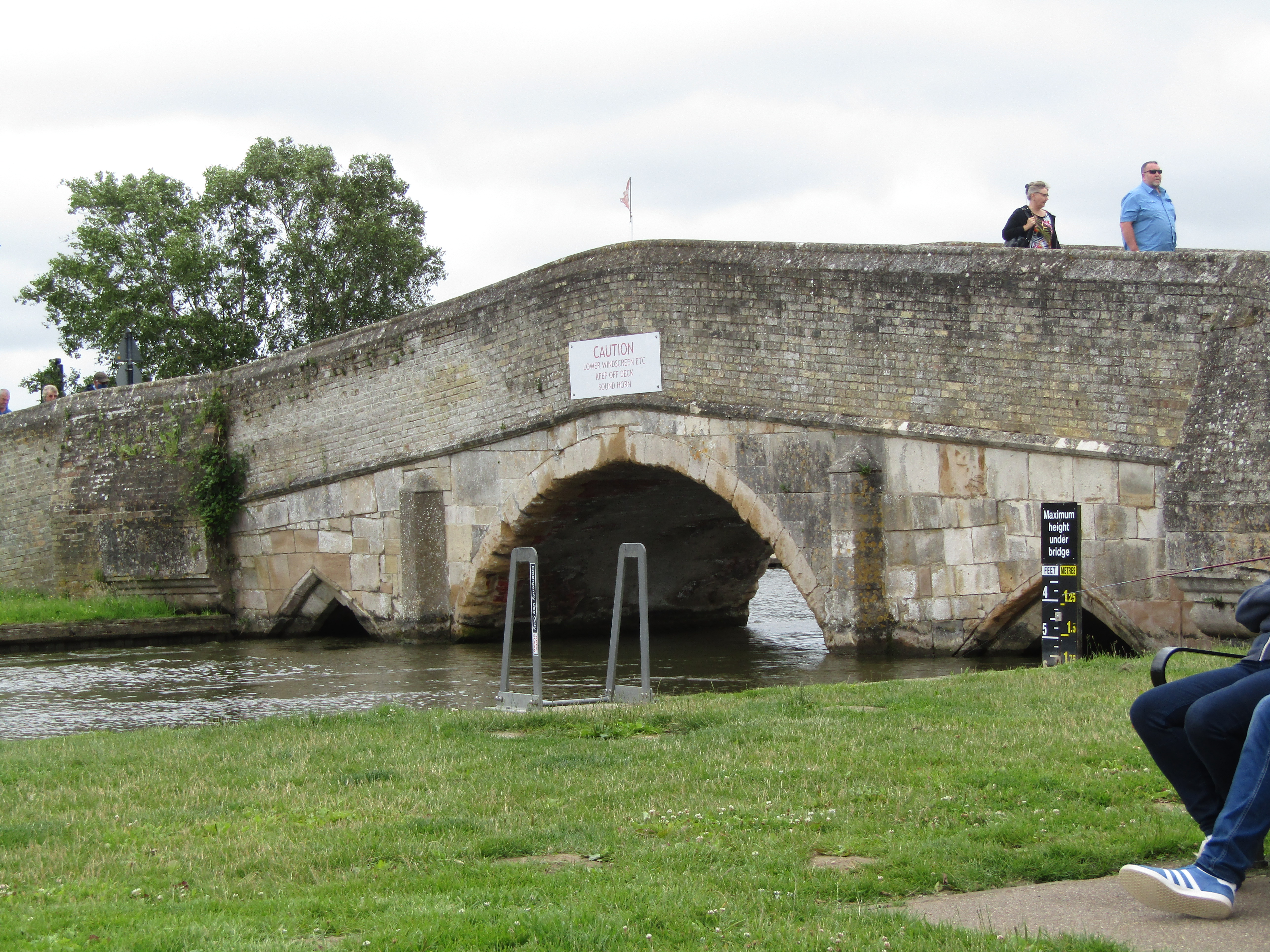
Die alte Brücke von Potter Heigham

Die Brücke wurde um das Jahr 1385 erbaut und führt den Straßenverkehr ebenso wie die 100 Meter flussaufwärts befindliche moderne Straßenbrücke der A149 über den Fluss. Die alte Brücke ist einspurig und der Verkehr wird durch eine Lichtzeichenanlage geregelt.

### Mühlen
Die Heigham Holmes Windmühle im Osten des Orts, die High’s Mühle am Thurne und die Sunways Kornmühle sind denkmalgeschützte Gebäude.
Die Windmühle hat einen sechsstöckigen, 18 Meter hohen Turm aus rotem Backstein und wurde im Jahr 1849 gebaut. Sie hatte vier Patentsegel an doppelten Flügeln, die über Zahnstangen und Ritzel die Mühlsteine trieben. Um das Jahr 1900 wurde eine 10 PS Dampfmaschine eingebaut. Im Jahr 1971 waren noch einige Anlagen im Inneren der Mühle vorhanden, die Flügel waren jedoch abgebaut und die Kappe durch ein kegelförmiges Metalldach mit einer Wetterfahne ersetzt worden.

### Marina

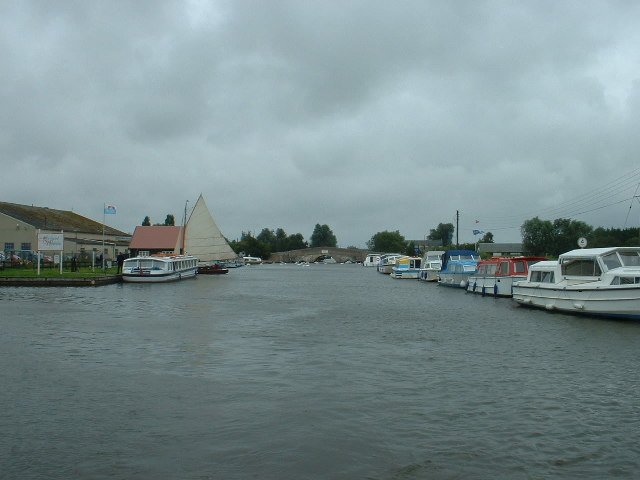
Fluss Thurne mit Anlegestellen, im Hintergrund die Brücke von Potter Heigham

Direkt flussabwärts der alten Brücke befinden sich an beiden Ufern des Thurne überwiegend unbefestigte Anlegestellen für Sportboote. Am Nordwestufer liegt die Einfahrt zu dem künstlichen Hafen einer der größten Bootsverleihfirmen der Norfolk Broads, in dem über 100 Mietboote Platz finden.
Zwischen dem Gelände der Verleihfirma und der alten Brücke werden kleine Mietboote für Tagesausflüge angeboten.

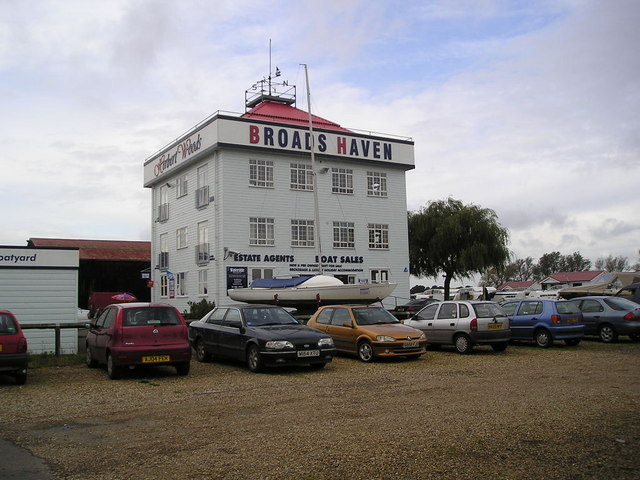
Markantes Gebäude der Bootsvermietung

Am gegenüberliegenden Ufer ist der Anleger, an dem gemietete Sportboote einen Bootssteurer übernehmen müssen, da die Durchfahrt der alten Brücke stets durch einen solchen erfolgen muss.
Nahe der Anlegestellen befinden sich Lokale und Einkaufsmöglichkeiten.

## Literarische und medial Beachtung
In zwei der Jugendbücher von Arthur Ransome (Coot Club und The Big Six) ist Potter Heigham Ort der Handlung.
Der in Norfolk bekannte Humorist Sidney Grapes (* 1888, † 1958) lebte in Potter Heigham.